# Chelnerița (pictură)
Chelnerița este o pictură în ulei pe pânză din 1879 realizată de pictorul francez Édouard Manet. Este în legătură directă cu La cafenea și unii istorici de artă consideră că este o versiune secundară sau o lucrare pregătitoare pentru La cafenea.